# Nakula
Nakula (en sanskrit : नकुल, naküla) était le fils du roi Pându et de la reine Mâdrî dans l'épopée hindoue Mahâbhârata. Lui et son frère jumeau Sahadeva sont faits à l'image des dieux jumeaux ashvins (les cavaliers). Il était l'un des cinq Pândavas dont l'histoire est racontée dans le Mahâbhârata.
D'après la mythologie, les jumeaux étaient bienveillants envers les chevaux et vaches. Nakula est décrit comme extrêmement attirant. Il est aussi observateur et garde un œil sur les facéties parfois dangereuses de son frère aîné, l'espiègle Bhima. Lorsque les cinq frères moururent pour avoir bu l'eau d'un lac lors de l'exil dans la forêt, il fut choisi comme celui à ramener à la vie par Yudhishthira.